# すてきな16才
「すてきな16才」（原題： Happy Birthday Sweet Sixteen）は、ニール・セダカが1961年に発表した楽曲。
ハワード・グリーンフィールドが作詞し、ニール・セダカが作曲した。1961年10月にシングルA面曲として発売された。B面は「泣かさないで（Don't Lead Me On）」。編曲はアル・ローバー。
1962年1月6日から1月20日にかけて3週連続でビルボード・Hot 100の6位を記録した。全英シングルチャートでは3位を記録した。

## カバー・バージョン
- 弘田三枝子 - 1962年のシングル。日本語詞は漣健児。
- 伊東ゆかり - 1962年のシングル。日本語詞は音羽たかし。
- ボビー・ヴィー - 1964年のアルバム『30 Big Hits from the 60's』に収録。
- ザ・ウィナーズ - 1974年のアルバム『Listen to The Wynners』に収録。
- ペイパー・レース - 1974年のアルバム『...And Other Bits of Material』に収録。
- 林寛子 - 1976年のアルバム『素敵な16才』に収録。
- 黒沢浩 - 1977年のアルバム『JACK & BETTY』に収録。日本語詞は杉山政美。
- 小泉今日子 - 1983年のカセット『SEPARATION KYOKO』に収録。
- ニール・ダイアモンド - 1993年のアルバム『Up on the Roof: Songs from the Brill Building』に収録。